# Brian May-diszkográfia
Brian May diszkográfiája.

## Nagylemezek
| 1983                                                        | Star Fleet Project - Megjelent: 1983. október 31. - Kiadó: EMI, Capitol - Formátum: LP, kazetta                                                            | 35 | —  | —  | —  | —  | —  | 125 |              |
| 1992                                                        | Back to the Light - Megjelent: 1992. szeptember 28. (Anglia) 1993. február 2. (Amerika) - Kiadó: Parlophone, Hollywood Records - Formátum: LP, CD, kazetta | 6  | 20 | 25 | 11 | 11 | 25 | 159 | - GBR: arany |
| 1994                                                        | Live at the Brixton Academy - Megjelent: 1994. november 21. - Kiadó: Parlophone - Formátum: LP, CD, kazetta                                                | 20 | 38 | 71 | 35 | 33 | —  | —   |              |
| 1998                                                        | Another World - Megjelent: 1998. június 1. - Kiadó: Parlophone - Formátum: LP, CD, kazetta                                                                 | 23 | 48 | 62 | 47 | —  | —  | —   |              |
| 2000                                                        | Furia - Megjelent: 2000. november 23. - Kiadó: Parlophone - Formátum: CD                                                                                   | —  | —  | —  | —  | —  | —  | —   |              |
| "—" nem szerepelt listán, vagy nem jelent meg az országban. | |    |    |    |    |    |    |     |              |

## Kislemezek
| 1983                                                        | Star Fleet                  | 65 | —  | —  | —  | —  | —  | Star Fleet Project |
| 1991                                                        | Driven by You               | 6  | —  | 35 | —  | 10 | —  | Back to the Light  |
| 1992                                                        | Too Much Love Will Kill You | 5  | 20 | 2  | 30 | 1  | 26 | Back to the Light  |
| 1993                                                        | Back to the Light           | 19 | —  | 39 | —  | 20 | —  | Back to the Light  |
| 1993                                                        | Resurrection                | 23 | —  | —  | —  | —  | —  | Back to the Light  |
| 1993                                                        | Last Horizon                | 51 | —  | —  | —  | —  | —  | Back to the Light  |
| 1995                                                        | The Amazing Spiderman       | 35 | —  | —  | —  | —  | —  |                    |
| 1998                                                        | The Business                | 51 | —  | —  | —  | —  | —  | Another World      |
| 1998                                                        | Why Don't We Try Again?     | 44 | —  | —  | —  | —  | —  | Another World      |
| "—" nem szerepelt listán, vagy nem jelent meg az országban. |                             |    |    |    |    |    |    |                    |